# فرودگاه ایشوردی
فرودگاه ایشوردی (به انگلیسی: Ishurdi Airport) یک فرودگاه با کد یاتا IRD است . این فرودگاه در کشور بنگلادش قرار دارد . طول باند این فرودگاه 1.448 کیلومتر است.